# La Goutte de lait
La Goutte de lait désigne une organisation destinée à distribuer du lait stérilisé aux mères qui ne peuvent pas allaiter leur enfant, à dispenser une consultation des nourrissons et à proposer une éducation maternelle en puériculture et hygiène. Elle a été créée dans la commune française de Fécamp en 1894, à l'initiative du docteur Léon Dufour.

## Historique
La société protectrice de l'enfance, par son président Théophile Roussel, fait voter le 23 décembre 1874 la loi de protection de l'enfance (dite « loi Roussel »). Cette dernière impose le contrôle des sociétés de charité maternelle et réglemente le fonctionnement des crèches publiques, et privées. Pierre-Constant Budin créé à l'hôpital de la Charité de Paris la consultation des nourrissons.

### Première création et développement du réseau des œuvres

L'Œuvre de la goutte de lait au dispensaire de Belleville, par Jean Geoffroy.

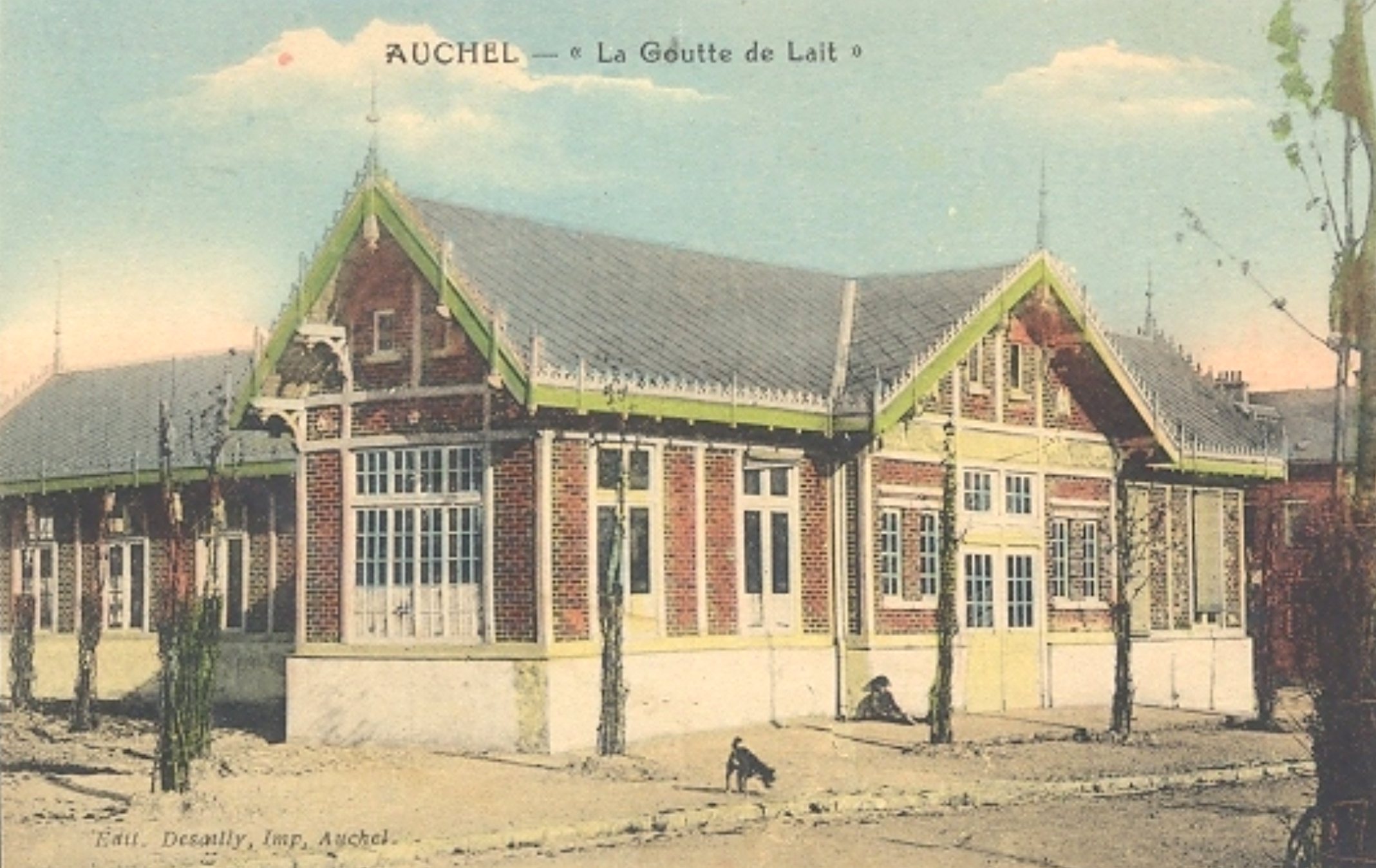
Goutte de lait, Auchel, vers 1920.

La mortalité infantile est trop importante, et devient, pour nombre de médecins une priorité.
La première Goutte de lait est fondée historiquement en 1894, à Fécamp, par le docteur Léon Dufour (1856-1928). 
En cette même année 1894, l'association de bienfaisance du dispensaire de Belleville fondée en 1892 à Paris (19e) sous l'impulsion du docteur Gaston Variot (1855-1930) et dont les préoccupations sont similaires, adhère à l'idée et adopte le complément de nom La Goutte de lait. Son dispensaire, inauguré en 1892 au 126, boulevard de Belleville, également renommé, a pour but d'accueillir les familles pauvres de Belleville et de leur offrir, en faveur de leurs nourrissons et jeunes enfants de moins de deux ans, des services entièrement gratuits tels que conseils aux mères, consultations pédiatriques régulières, remise de médicaments prescrites et fourniture de lait stérilisé gratuite (ou à prix réduit) si la mère ne peut pas allaiter. L'œuvre est financée par des initiatives privées. Depuis sa fondation, elle est placée sous le haut patronage de personnalités influentes,. L'établissement est reconnu d'utilité publique en 1909.
Dès avant le tournant du siècle, des villes normandes suivent l'exemple de la Goutte de Lait de Fécamp. À partir du XXe siècle, de nombreuses autres villes françaises s'inspirent des œuvres déjà mises en place. Celles qui suivent sont mentionnées à titre d'exemple.
- En janvier 1899, le docteur Caron organise la Goutte de lait du Havre, qui fera l'admiration des congressistes de 1905 (voir ci-dessous) ; la même année, le docteur Lourier crée l'œuvre d'Elbeuf[5] ;
- En 1899 est créée l'œuvre de la Goutte de lait de Versailles dont le bâtiment (1910), au 9 rue Richaud, est devenu une crèche et sert de relais d'assistantes maternelles[6] ;
- La même année est créée La Goutte de lait de Tours par le docteur Paul Grasset (1864-1934), médecin de l'hôpital pour enfants de Clocheville et secrétaire du premier congrès international des Gouttes de lait de Bruxelles en 1906.
- En 1900, l'œuvre de la Goutte de lait de Rennes est fondée par la Commission administrative du bureau de bienfaisance de la ville, sur la proposition du docteur Henry Leray ; l'inauguration a lieu au début du mois de janvier de l'année suivante[7] ;
- en 1901 un établissement est ouvert au Mans sous l'impulsion du docteur Meyer et de Mme Marès, tante du chirurgien Henry Delagenière[8] ;
- en 1903 est inaugurée la Goutte de lait de la Compagnie des mines de Marles, fondée par Firmin Rainbeaux, président de la compagnie ; appartenant aujourd'hui à la commune d'Auchel, le bâtiment de son implantation est protégé au titre de monument historique[9] ;
- en février 1904, La Goutte de Lait de Roubaix commence à fonctionner grâce à la fondation, quelque temps auparavant, sous l'impulsion de Monsieur Charles Deschodt, du comité roubaisien de Protection de l'enfance et à la donation d'un industriel roubaisien émigré aux Etats-Unis. Elle a été désaffectée en 1959. Ses bâtiments, construits au 31, boulevard du Général-Leclerc sur les plans de l'architecte Albert Bouvy et inaugurés en 1912 ont été préservés[10].

Le peintre Jean Geoffroy immortalise La consultation - La Goutte de Lait de Belleville en 1901 et réalise un triptyque en 1903 : L’œuvre de la Goutte-de-Lait.
À la veille de la Première Guerre mondiale, près de 200 établissements ont déjà ouvert leurs portes et l'action du docteur Dufour est reconnue et distinguée puisque ce dernier est élevé au grade de chevalier de la Légion d'honneur le 9 août 1913.
Les résultats de l'action de la Goutte de lait sur la mortalité infantile - en particulier due aux affections du tube digestif ou par gastro-entérite - sont réels et significatifs.
De nombreuses actions ayant pour but la récolte d'argent sont réalisés chaque année. Ainsi des kermesses ou appel au don sensibilisent la population locale sur l'utilité et la nécessité de cette institution. Une réplique célèbre de Marilyn Monroe dans le film Certains l'aiment chaud (1959) se réfère à son action pour la Goutte de lait.
Progressivement, l'aide sera apportée à la mère pendant la grossesse, pendant et après l'accouchement, et l'enfant sera suivi pendant les deux premières années de sa vie.

### Mondialisation
Plusieurs Congrès international des Gouttes de Lait se tinrent : le 1er en 1905 à Paris, le 2e à Bruxelles en 1907, le 3e à Berlin en 1911 (III Internationalen Kongress für Säuglingsschutz-Goutte de Lait)…

Fort du succès national, l'institution s'est exportée au Maghreb (à Casablanca, à Alger…), comme en Belgique (à Leval-Trahegnies…) également au Québec au début des années 1900 ou ces endroit étaient désignés  les dispensaires de la Goutte de lait,. 

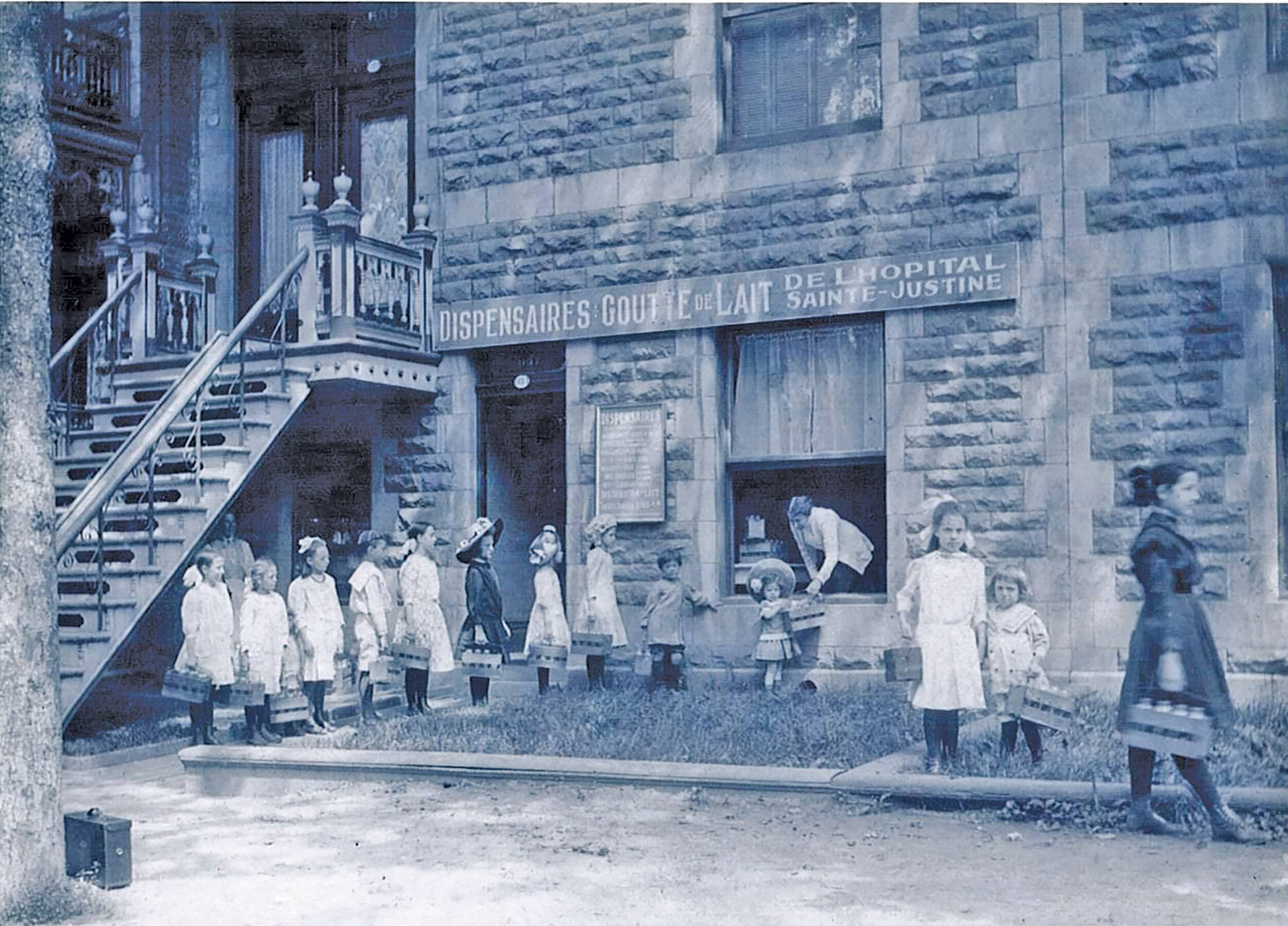
Dispensaire de la goutte de lait de l'Hopital Sainte-Justine vers 1912.

Plusieurs canadien-français ont contribué au développement de ces cliniques dont entre autres Séverin Lachapelle, Irma LeVasseur, Georges-Marie LePailleur, curé à l'Église Nativité-de-la-Sainte-Vierge-d'Hochelaga; ce dernier avait voyagé en France, avait étudier et travaillé avec le docteur Variot  à Belleville. À son retour au Québec en 1910, avec l'aide de médecins hygiénistes, Il avait ouvert un dispensaire permanent dans sa paroisse dans la crypte de l’église. Des médecins hygiénistes venait à l'occasion donner des conférences devant 600 ou 700 femmes. Plus tard, ces cliniques étaient dispersées à plusieurs endroits, au Centre hospitalier universitaire Sainte-Justine et plus tard dans de nombreuses paroisses afin de rejoindre le plus de familles possibles. À Québec, l'organisation portait le nom de l'Association Québécoise de la Goutte de Lait. Le dispensaire pour l'assistance maternelle est « La Goutte de lait » à Trois-Rivières, ouvert en mai 1923.

### De la dissolution à nos jours

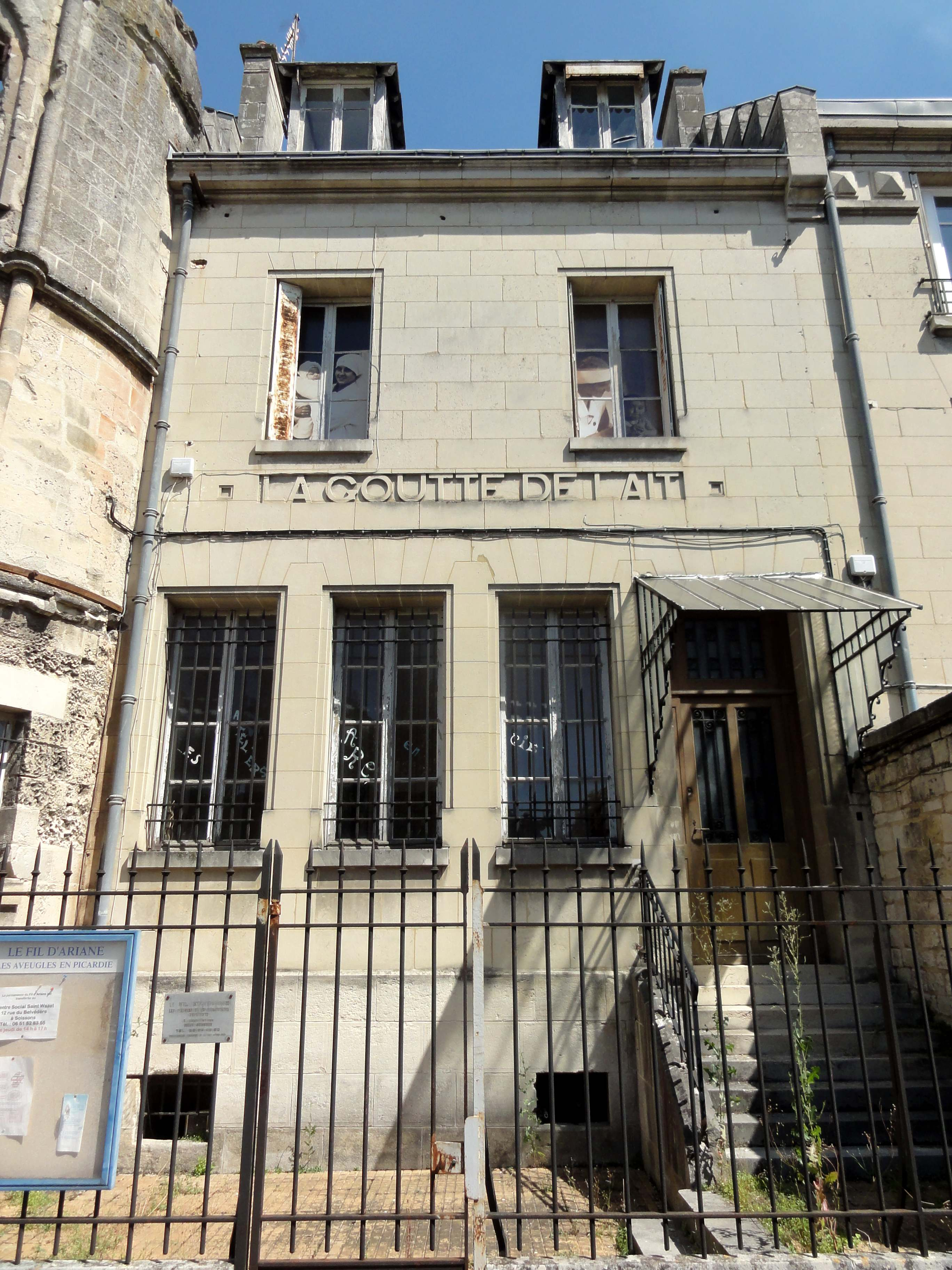
La Goutte de lait de Soissons, devenue relais des assistantes maternelles.

Les dissolutions s'étalent dans le temps selon les nécessités réelles de chaque municipalité : Roubaix en 1959 (créée en 1904), Beaune en 1979 (créée en 1923) ou Nice en 1998 (créée en 1904).
De nos jours, si l'institution n'existe plus, les structures d'accueil se sont reconverties et l'on retrouve ainsi des crèches, des centres de PMI, des centres d'information familiale, ou autres cabinets de soin comme à Roubaix, Vernon ou Meurchin.

## La collectionLa Goutte de laitau musée des Pêcheries de Fécamp

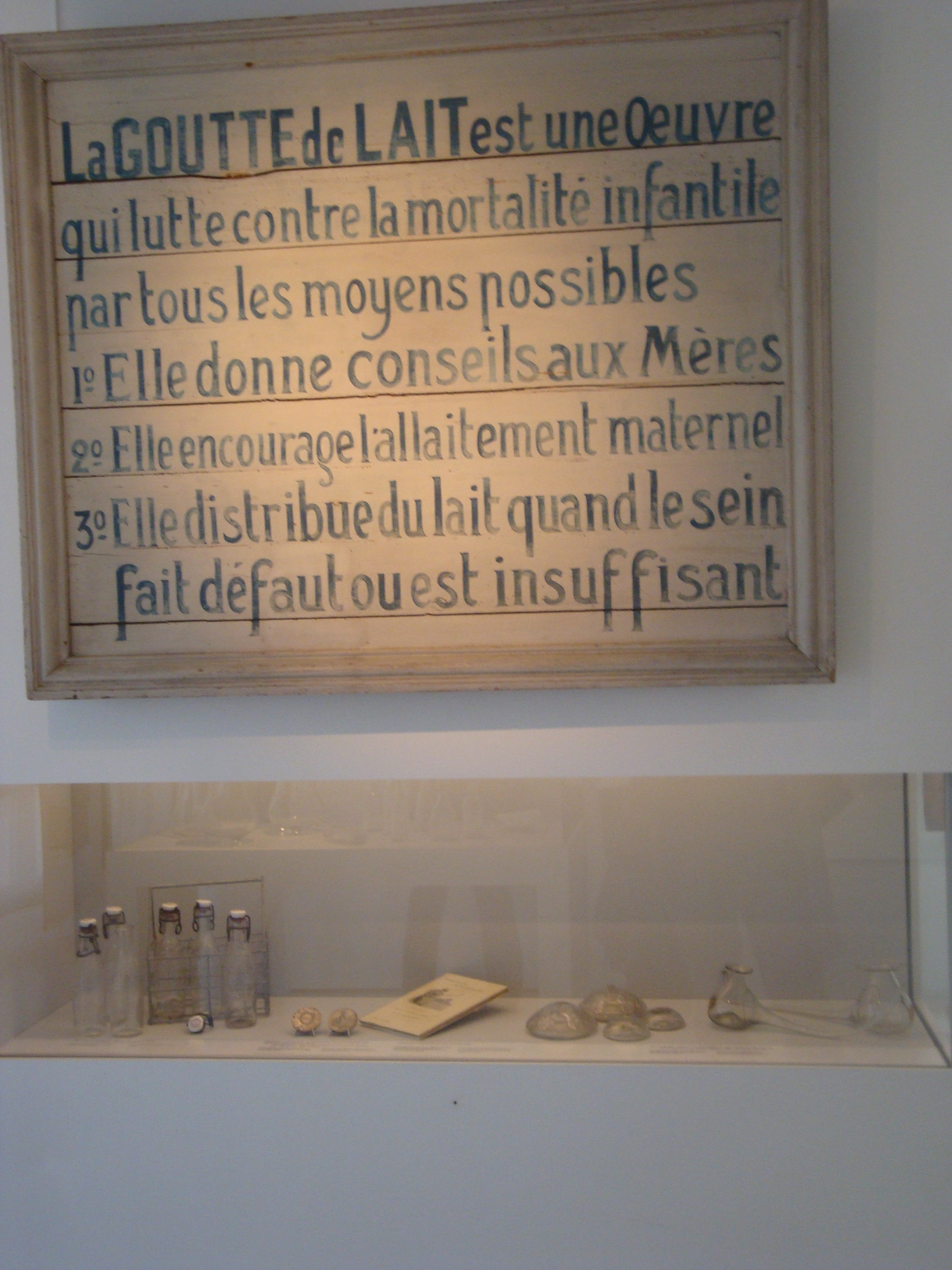
Panneau récapitulant les principaux buts de l'œuvre, musée des Pêcheries, Fécamp.
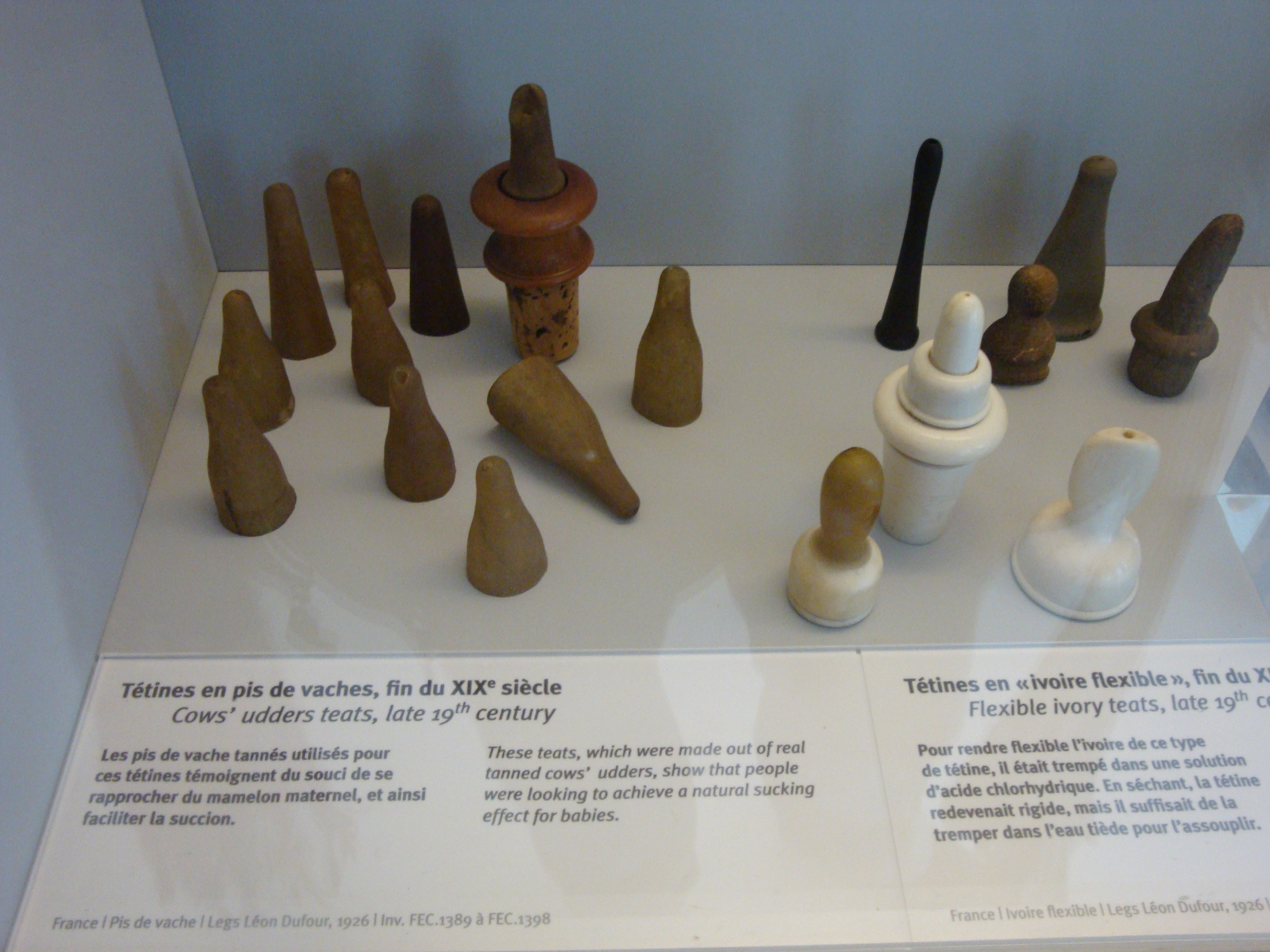
Tétines en pis de vache et ivoire fin XIXe siècle, coll. Léon Dufour, musée des Pêcheries, Fécamp.

## Dénomination de l'organisation
Dans les derniers vers de l’œuvre d'Alfred de Musset, Sur la naissance du comte de Paris, on y retrouve : 

« Ce n'est qu'un fils de plus que le ciel t'a donné 
France, ouvre-lui tes bras sans peur, sans flatterie 
 Soulève doucement ta mamelle meurtrie, 
Et verse en souriant, vieille mère patrie, 
Une goutte de lait à l'enfant nouveau-né. »